# Cabinet Teufel III
Bade-Wurtemberg
Teufel II Teufel IV
Le cabinet Teufel III (Kabinett Teufel III, en allemand) est le gouvernement du Land de Bade-Wurtemberg entre le 11 juin 1996 et le 12 juin 2001, durant la douzième législature du Landtag.

## Coalition et historique
Dirigé par le ministre-président chrétien-démocrate sortant, Erwin Teufel, il est formé d'une « coalition noire-jaune » entre l'Union chrétienne-démocrate d'Allemagne (CDU) et le Parti populaire démocrate (FDP/DVP), qui disposent ensemble de 83 députés sur 155 au Landtag, soit 53,5 % des sièges. Il s'agit du premier gouvernement dont le mandat est de cinq ans, et non quatre.
Il a été formé à la suite des élections législatives régionales du 24 mars 1996 et succède au cabinet Teufel II, soutenu par une « grande coalition » entre la CDU et le Parti social-démocrate d'Allemagne (SPD). Le bon score des libéraux lors du scrutin a permis à Teufel de changer de partenaire de coalition. L'alliance ayant conservé sa majorité aux élections régionales du 25 mars 2001, elle a pu constituer le cabinet Teufel IV.

## Composition

### Initiale
- Les nouveaux ministres sont indiqués en gras, ceux ayant changé d'attributions en italique.

| Poste                                                    | Ministre | Ministre                                                         | Parti   |
| -------------------------------------------------------- | -------- | ---------------------------------------------------------------- | ------- |
| Ministre-président                                       |          | Erwin Teufel                                                     | CDU     |
| Vice-ministre-président Ministre de l'Économie           |          | Walter Döring                                                    | FDP/DVP |
| Ministre de l'Intérieur                                  |          | Thomas Schäuble                                                  | CDU     |
| Ministre de l'Éducation, de la Jeunesse et des Sports    |          | Annette Schavan                                                  | CDU     |
| Ministre de la Science, de la Recherche et de la Culture |          | Klaus von Trotha                                                 | CDU     |
| Ministre de la Justice                                   |          | Ulrich Goll                                                      | FDP/DVP |
| Ministre des Finances                                    |          | Gerhard Mayer-Vorfelder                                          | CDU     |
| Ministre du Milieu rural                                 |          | Gerdi Staiblin                                                   | CDU     |
| Ministre des Affaires sociales                           |          | Erwin Vetter                                                     | CDU     |
| Ministre de l'Environnement et des Transports            |          | Hermann Schaufler jusqu'au 14/10/1998 Intérim de Thomas Schäuble | CDU     |

### Remaniement du 11 novembre 1998
- Les nouveaux ministres sont indiqués en gras, ceux ayant changé d'attributions en italique.

| Poste                                                    | Ministre | Ministre            | Parti   |
| -------------------------------------------------------- | -------- | ------------------- | ------- |
| Ministre-président                                       |          | Erwin Teufel        | CDU     |
| Vice-ministre-président Ministre de l'Économie           |          | Walter Döring       | FDP/DVP |
| Ministre de l'Intérieur                                  |          | Thomas Schäuble     | CDU     |
| Ministre de l'Éducation, de la Jeunesse et des Sports    |          | Annette Schavan     | CDU     |
| Ministre de la Science, de la Recherche et de la Culture |          | Klaus von Trotha    | CDU     |
| Ministre de la Justice                                   |          | Ulrich Goll         | FDP/DVP |
| Ministre des Finances                                    |          | Gerhard Stratthaus  | CDU     |
| Ministre du Milieu rural                                 |          | Gerdi Staiblin      | CDU     |
| Ministre des Affaires sociales                           |          | Friedhelm Repnik    | CDU     |
| Ministre de l'Environnement et des Transports            |          | Ulrich Müller       | CDU     |
| Ministre des Affaires européennes                        |          | Christoph E. Palmer | CDU     |